# 마에바라역
마에바라역(일본어: 前原駅, まえばらえき)은 일본 지바현 후나바시시에 있는 게이세이 전철 마쓰도선의 역이다. 역 번호는 KS67이다.

## 역 구조
상대식 승강장 2면 2선의 교상역사이다. 플랫폼은 휠체어 탑승 지정 위치 부근에서만 인상되고 있다. 또한 화장실은 1번 승강장(하행)에만 설치되어 신케이세이 선 내에서 유일하게 남녀 겸용 다목적 화장실의 설치가 없었다. 두 플랫폼 사이는 과선교로 연결되어 있다.
야간이나 이른 아침에는 역무원의 배치를 원격 시스템에 의하여 관리되고 있다(신쓰다누마 역 관리). 기타 통상의 인터폰도 플랫폼 등지에 설치되어 있고 자동 정산기도 설치되어 있다. 구내 거의 전역에 감시 카메라가 설치되어 있다.
2007년 3월에는 국도 296호선 측에 히가시구치가 새로 설치되었다. 히가시구치에는 창구가 존재하지 않는다.

### 타는 곳
| 번선 | 노선              | 방향 | 행선                                                        |
| ---- | ----------------- | ---- | ----------------------------------------------------------- |
| 1    | 게이세이 마쓰도선 | 하행 | 신쓰다누마・게이세이쓰다누마・ 게이세이 지바선 방면         |
| 2    | 게이세이 마쓰도선 | 상행 | 야쿠엔다이・기타나라시노・신카마가야・야바시라・마쓰도 방면 |

## 역 주변
- 알비스 마에하라
- 시어 모 마에하라 홀
- 국도 제296호선

## 역사
- 1955년 4월 21일: 영업 개시.
- 1961년부터 1968년까지: 후지사키다이 역을 거쳐 게이세이쓰다누마 역까지의 지선 운행.
- 2007년 12월 1일: 원격 감시 시스템 도입, 관리는 신쓰다누마 역에서 함. 그리고 22시 ~ 7시를 무인 운영, 역 계원이 부재한다. 또한, 개찰 창구는 원격 시스템 도입과 동시에 폐지되고 창구에서 단체 승차권의 발매 등을 취급하지 않게 됨.

## 사진

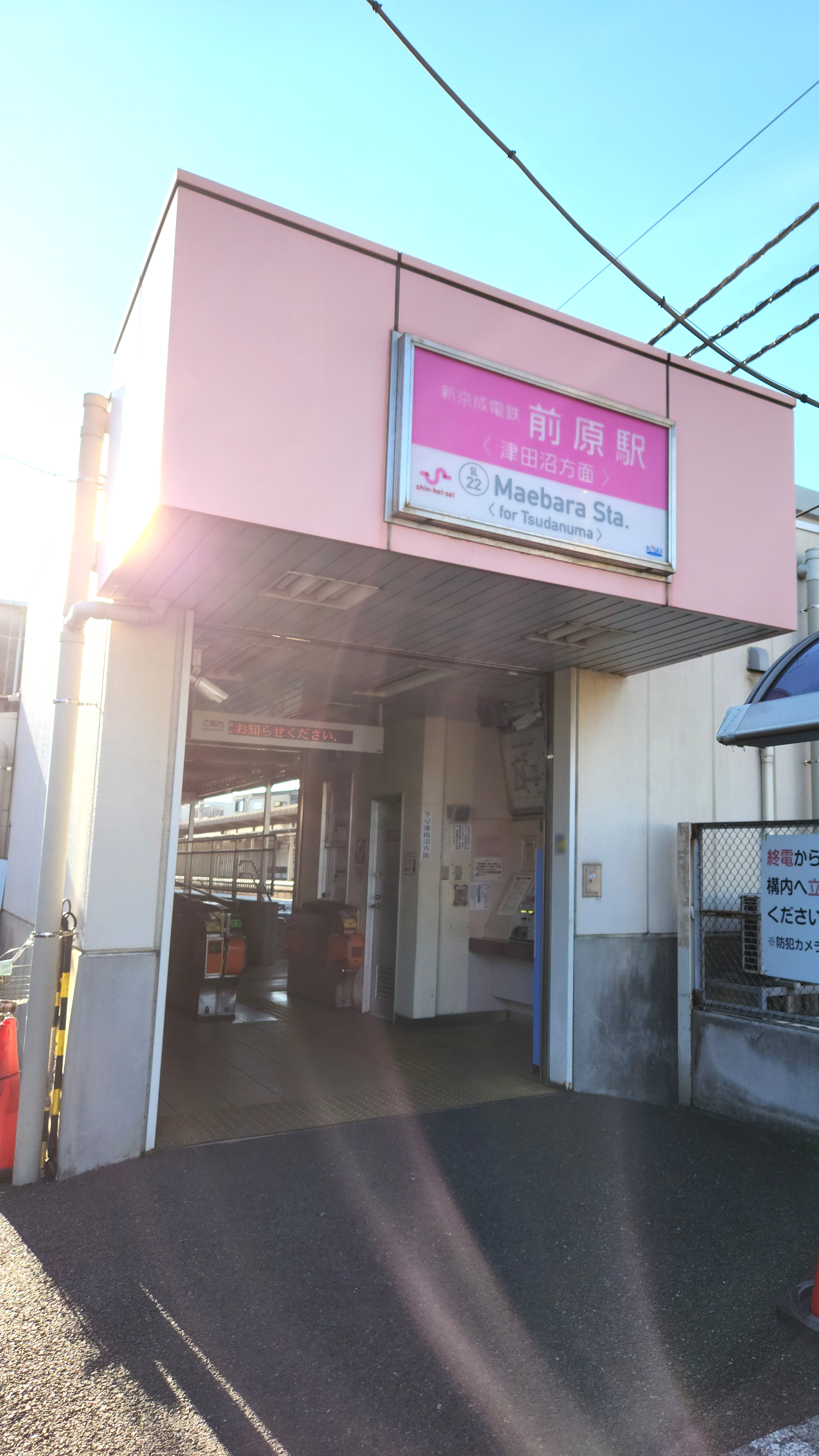
동쪽 출입구

## 인접역
| 게이세이 전철 마쓰도선      | 게이세이 전철 마쓰도선 | 게이세이 전철 마쓰도선                |
| --------------------------- | ---------------------- | ------------------------------------- |
| KS68 야쿠엔다이 마쓰도 방면 |                        | 신쓰다누마 KS66 게이세이쓰다누마 방면 |